# Androctonus bicolor
El escorpión de cola negra (Androctonus bicolor) es una especie de escorpión perteneciente a la familia Buthidae. Es de color negro y puede alcanzar hasta 9 cm de longitud.
Pueden ser identificados por su físico robusto. Tienden a moverse muy rápido, y son de una naturaleza agresiva. Pueden vivir hasta 5 años. Los adultos llegan hasta 40-60 milímetros de longitud, siendo el máximo 80 milímetros. Estos escorpiones suelen poseer coloración negra y marrón. Disfrutan haciendo raspaduras con madera y rocas, y son nocturnos, por lo que se esconden en grietas o ciertos objetos durante el día. Permanecen en la sombra para retener la humedad (que obtienen de la presa) en sus cuerpos, pues son susceptibles a perder humedad debido a su preferencia ambiental.

## Ubicación
Androctonus está muy extendido en África del Norte y África Occidental, Medio Oriente, pero la familia en general tolera una gama más amplia de hábitats. Esto se relaciona con el hecho de que los escorpiones negros de cola gorda son bastante eficientes cuando las temperaturas oscilan entre 30 °C y 35 °C, ya que esta temperatura permite el crecimiento productivo. Los escorpiones de cola gorda negra se encuentran normalmente en áreas áridas o semiáridas, así como márgenes de áreas desérticas, típicamente áreas con suelo arenosa. Por lo general, prefieren las zonas cálidas y secas.

## Veneno
Los escorpiones de cola negra poseen un veneno neurotóxico, que actúa rápidamente y puede ser absorbido muy rápidamente, debido al pequeño peso molecular de las proteínas que lo componen. Estas neurotoxinas actúan sobre el sistema nervioso central, causando parálisis en los nervios que son responsables de la respiración, que en última instancia, causa la muerte por insuficiencia respiratoria. Las neurotoxinas también pueden causar una amplia excitación neuronal, los síntomas de los cuales pueden incluir dolor, sudoración, salivación y lagrimeo. El envenenamiento grave es probable, ya que la tasa de envenenamiento es de 10-20%, lo que es potencialmente letal. Es probable que las víctimas se sientan cada vez más débiles después del envenenamiento. El envenenamiento puede causar la muerte, que puede ocurrir entre 5 y 15 horas, pero también es posible que la muerte ocurra dentro de una hora. Algunos síntomas comunes que ocurren después de una picadura son: somnolencia, párpados caídos, parálisis de los músculos del cuello, pérdida de coordinación muscular y dolor abdominal. Un antiveneno monovalente (un antiveneno que cura las picaduras de especies específicas) llamado anti-scorpioni está disponible para tratar las picaduras de un escorpión negro de cola gorda.
El envenenamiento por picadura de A. bicolor, en ratas, causa severa y persistente hipomagnesemia con acompañamiento de severa hiperkalemia y moderadas hipernatremia e hipercalcemia. La perturbación de la homeostasis en Mg2+ puede conducir a serias condiciones, algunas de las cuales sólo se pueden tratar con Mg. Es importante incluir suero Mg2+ en los test de electrolitos séricos de rutina (Na+, K+, Ca2+, y Cl–) en víctimas envenenamiento por picadura de escorpión, y pacientes con severa deficiencia de Mg deberían ser tratados adecuadamente.
 Los escorpiones son muy peligrosos